# Andes (kommun)
Andes är en kommun i Colombia.   Den ligger i departementet Antioquía, i den centrala delen av landet, 230 km nordväst om huvudstaden Bogotá. Antalet invånare är 41 591. Arean är 403 kvadratkilometer.
Terrängen i Andes är bergig åt sydväst, men åt nordost är den kuperad.